# (73318) 2002 JR87
(73318) 2002 JR87 – planetoida z pasa głównego asteroid okrążająca Słońce w ciągu 5,34 lat w średniej odległości 3,05 j.a. Odkryta 11 maja 2002 roku.